# Madigan Nunatak
Madigan Nunatak är en nunatak i Antarktis. Den ligger i Östantarktis. Australien gör anspråk på området. Toppen på Madigan Nunatak är 732 meter över havet.
Terrängen runt Madigan Nunatak är huvudsakligen platt, men österut är den kuperad. Trakten är obefolkad. Det finns inga samhällen i närheten.